# Slammy Award 1996
De Slammy Award 1996, waarbij prijzen werden uitgereikt in verschillende categorieën voor de beste professionele worstelaars van World Wrestling Federation, vond plaats op 29 maart 1996 in het Anaheim Marriott in Anaheim (Californië).

## Prijzen
| Poll                                              | Gepresenteerd door                           | Resultaten |
| ------------------------------------------------- | -------------------------------------------- | --- |
| Best Buns                                         | The Godwinns en Hillbilly Jim                | - Sunny - Goldust - Yokozuna - Shawn Michaels - Razor Ramon |
| Best Slammin' Jammin' Entrance                    | Steve Austin en Ted DiBiase                  | - Shawn Michaels - Bret Hart - Diesel - The Undertaker - Goldust |
| "Put A Fork in Him, He's Done" (Best Finisher)    | Bob Backlund en Scott Reskus                 | - Bret Hart - The Sharpshooter - The Undertaker - The Tombstone Piledriver - Diesel - The Jackknife - Ahmed Johnson - The Pearl River Plunge - Yokozuna - The Banzai Drop                                                                                              |
| Crime of the Century                              | Jim Cornette en Clarence Mason               | - Vader's assault on WWF President Gorilla Monsoon - Owen Hart taking credit for Shawn Michaels collapse - Sycho Sid attacks Shawn Michaels - Diesel repeatedly Jackknifing Bret Hart after losing the WWF Championship to him - 1-2-3 Kid's fast count on Razor Ramon |
| New Sensation of the Squared Circle               | Jim Davidson, Darlene Vogel en Paula Trickey | - Ahmed Johnson - Isaac Yankem - The Bodydonnas - Savio Vega - Goldust |
| I'm Talking and I Can't Shut Up for Biggest Mouth | Billionaire Ted                              | - Jerry Lawler - Dok Hendrix - Jim Ross - Jim Cornette - Brother Love |
| Best Threads                                      | Mr. TV Trivia and Fatale                     | - Shawn Michaels - Ted DiBiase - Goldust - Mr. Perfect - Hunter Hearst Helmsley |
| Blue Light Special for Worst Dresser              | Mr. TV Trivia and Fatale                     | - Jim Cornette - Harvey Wippleman - Henry Godwinn - Brother Love - Dok Hendrix |
| WWF's Greatest Hit                                | Goldust en Marlena                           | - The Undertaker sucks Diesel into the abyss - Diesel throwing Bret Hart through a table - Jeff Jarrett smashes Ahmed Johnson with a guitar - Yokozuna banzais two wrestlers at once - Hunter Hearst Helmsley                                                          |
| Minds Behind the Mayhem for Manager of the Year   | Rob Perth                                    | - Sunny - Paul Bearer - Mr. Fuji - Ted DiBiase - Jim Cornette |
| Lifetime Achievement Award                        | Vince McMahon                                | - Freddie Blassie |
| Most Embarrassing Moment                          | The Bushwhackers                             | - Jerry Lawler kisses his own foot - Ted DiBiase gets slopped by Henry Godwinn - Bodydonna Skip loses to previously winless Barry Horowitz - 1-2-3 Kid dons a diaper - Hunter Hearst Helmsley gets dropped into the hog pen                                            |

- Squared Circle Shocker gepresenteerd door Hunter Hearst Helmsley
  - Shawn Michaels collapses (winnaar)
  - Goldust's Premiere
  - Barry Horowitz gets his first WWF victory
  - 1-2-3 Kid sells out on Razor Ramon
  - Bob Backlund declares candidacy

- Master of Mat Mechanics gepresenteerd door Mr. Perfect
  - Shawn Michaels (winnaar)
  - Davey Boy Smith
  - Bret Hart
  - Owen Hart
  - 1-2-3 Kid

- Best Music Video gepresenteerd door Dok Hendrix
  - Bret Hart (winnaar)
  - Shawn Michaels
  - Sunny
  - Ultimate Warrior
  - Jeff Jarrett

- US West Match of the Year gepresenteerd door Jim Ross
  - Shawn Michaels vs. Razor Ramon in a ladder match from SummerSlam '95 (winnaar)
  - Lawrence Taylor vs. Bigelow from WrestleMania XI
  - Howard Finkel vs. Harvey Wippleman in a Tuxedo Match from Raw
  - Bret Hart vs. Diesel from Survivor Series '95
  - Henry Godwinn vs. Hunter Hearst Helmsley in a Hog Pen Match from IYH #5

- Which WWF champion, past or present, in attendance, is Hall of Fame bound? gepresenteerd door Gorilla Monsoon
  - Bret Hart (winnaar)
  - Yokozuna
  - Diesel
  - Bob Backlund
  - The Undertaker

- Leader of the New Generation gepresenteerd door Roddy Piper
  - Shawn Michaels (winnaar)
  - The Undertaker
  - Bret Hart
  - Razor Ramon
  - Diesel